# Gare de Marchezais - Broué
La gare de Marchezais - Broué est une gare ferroviaire française de la ligne de Saint-Cyr à Surdon, située sur le territoire de la commune de Broué, à proximité de Marchezais, dans le département d'Eure-et-Loir, en région Centre-Val de Loire.
C'est une halte voyageurs de la Société nationale des chemins de fer français (SNCF), desservie par les trains de la ligne N du Transilien.

## Situation ferroviaire
Établie à 139 m d'altitude, la halte de Marchezais - Broué est située au point kilométrique (PK) 69,388 de la ligne de Saint-Cyr à Surdon, entre les gares de Houdan et de Dreux.
En venant de Paris, la halte de Marchezais-Broué est la première gare de la région Centre-Val de Loire à être desservie par les trains Transilien de la ligne N de Paris-Montparnasse à Dreux.

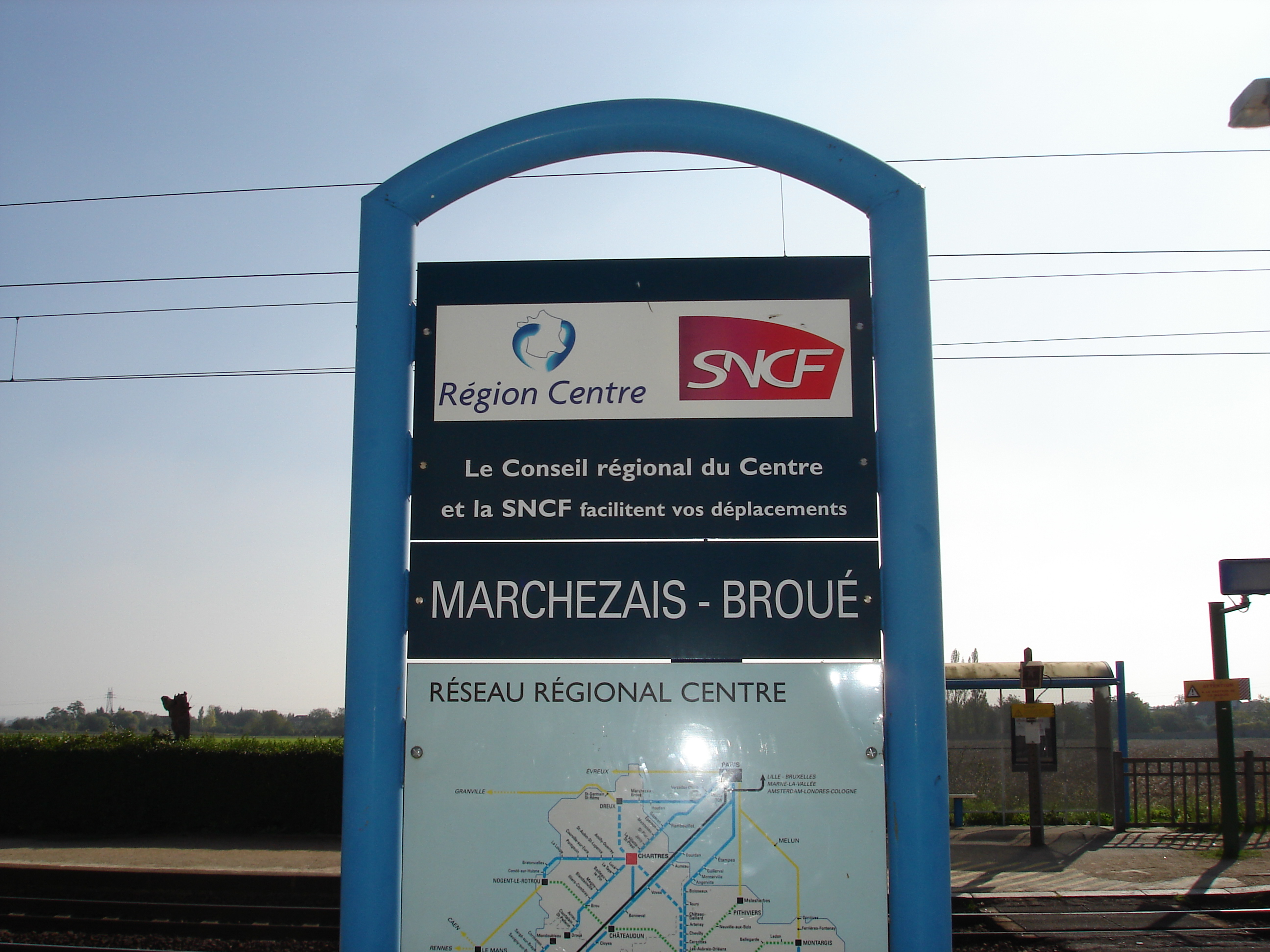
Le panneau de l'entrée.

## Histoire
Elle est mise en service le 15 juin 1864 avec l'ouverture de la voie entre la gare de Saint-Cyr et la gare de Dreux.

## Fréquentation
De 2015 à 2020, selon les estimations de la SNCF, la fréquentation annuelle de la gare s'élève aux nombres indiqués dans le tableau ci-dessous.
| Année                      | 2015    | 2016    | 2017    | 2018    | 2019    | 2020    | 2021    | 2022    | 2023    |
| -------------------------- | ------- | ------- | ------- | ------- | ------- | ------- | ------- | ------- | ------- |
| Voyageurs                  | 291 724 | 245 220 | 231 517 | 207 254 | 204 645 | 115 870 | 128 477 | 153 676 | 171 105 |
| Voyageurs et non voyageurs | 364 655 | 306 526 | 289 396 | 259 068 | 255 807 | 144 837 | 160 596 | 192 096 | 213 881 |

## Service des voyageurs

### Accueil
La halte est un point d'arrêt non géré (PANG) à entrée libre. Elle est équipée de deux quais latéraux : le quai X dispose d'une longueur utile de 170 m pour la voie 1 et le quai Y d'une longueur utile de 155 m pour la voie 2. Les deux quais possèdent un abri voyageurs. Le changement de quai se fait par un platelage posé en travers des voies (passage protégé).

### Desserte
Bien qu'étant en région Centre-Val de Loire, en 2012, la halte est uniquement desservie par des trains de la ligne N du Transilien (branche Paris - Dreux), à raison d'un train toutes les heures, sauf aux heures de pointe où la fréquence est d'un train toutes les 30 minutes.
Le temps de trajet est d'environ 8 minutes depuis Dreux et 59 minutes depuis Paris-Montparnasse.

## Service des marchandises
Cette gare est ouverte au trafic du fret.

## Galerie de photos

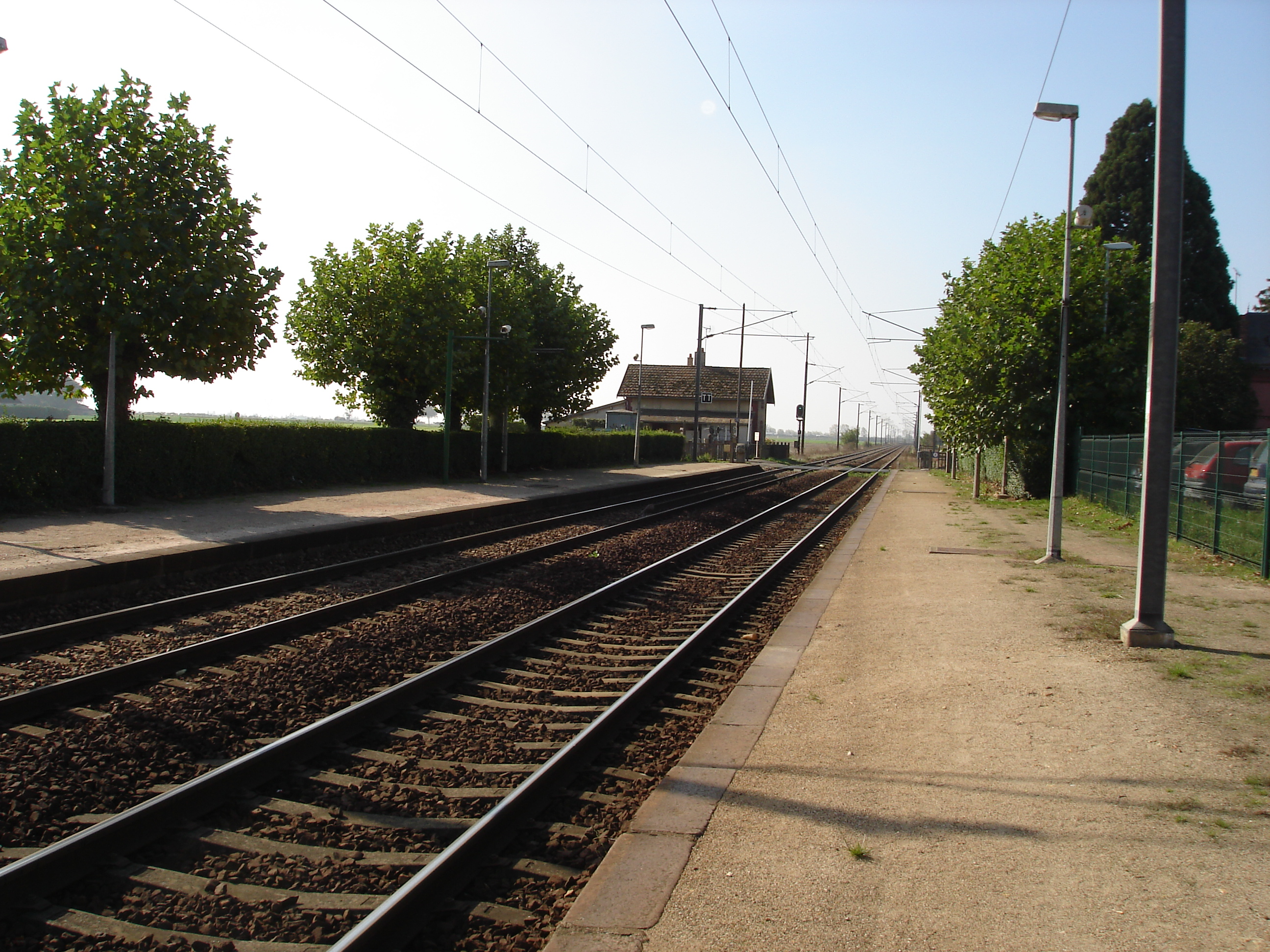
Vue vers Dreux.
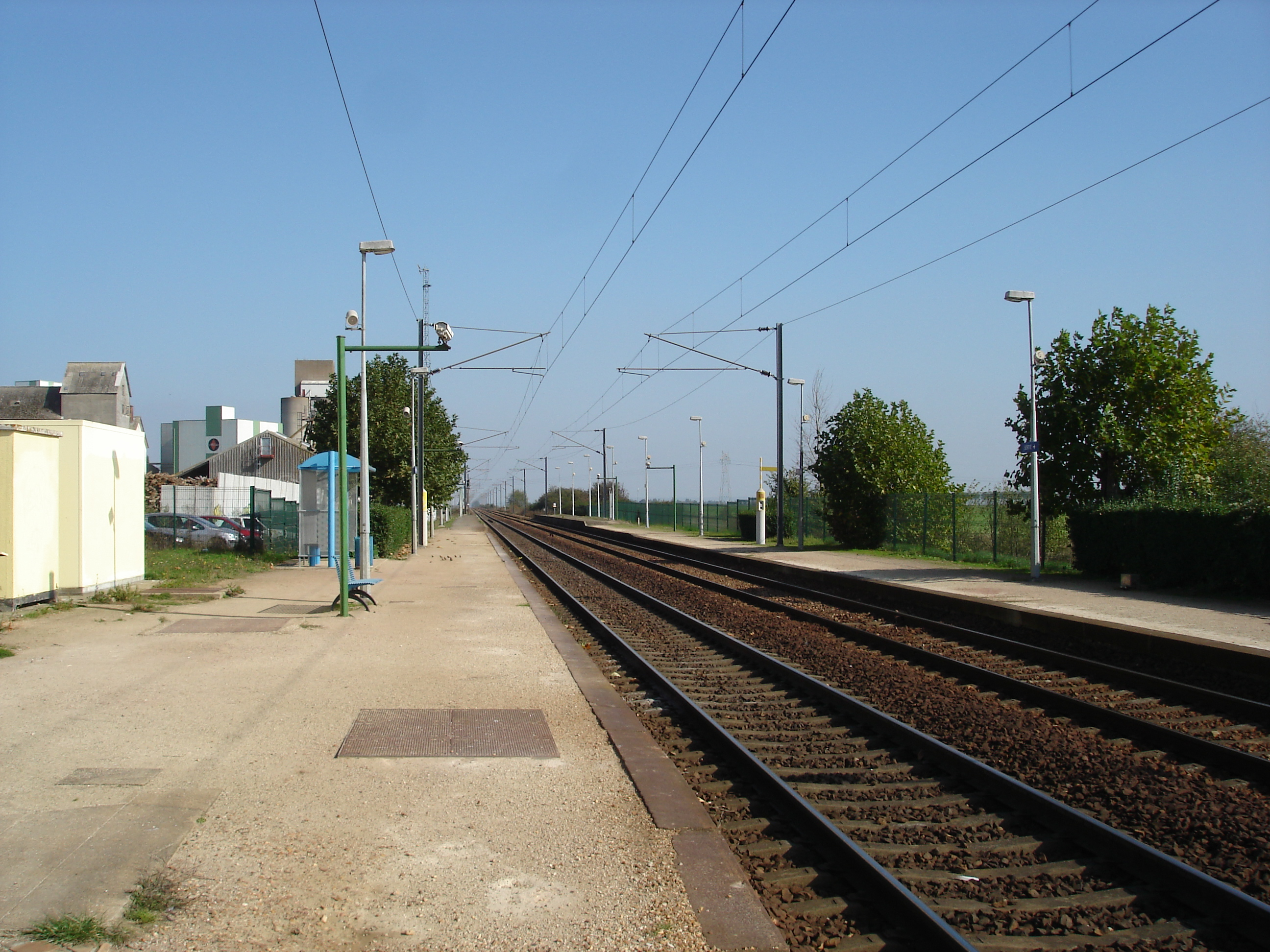
Vue vers Paris.
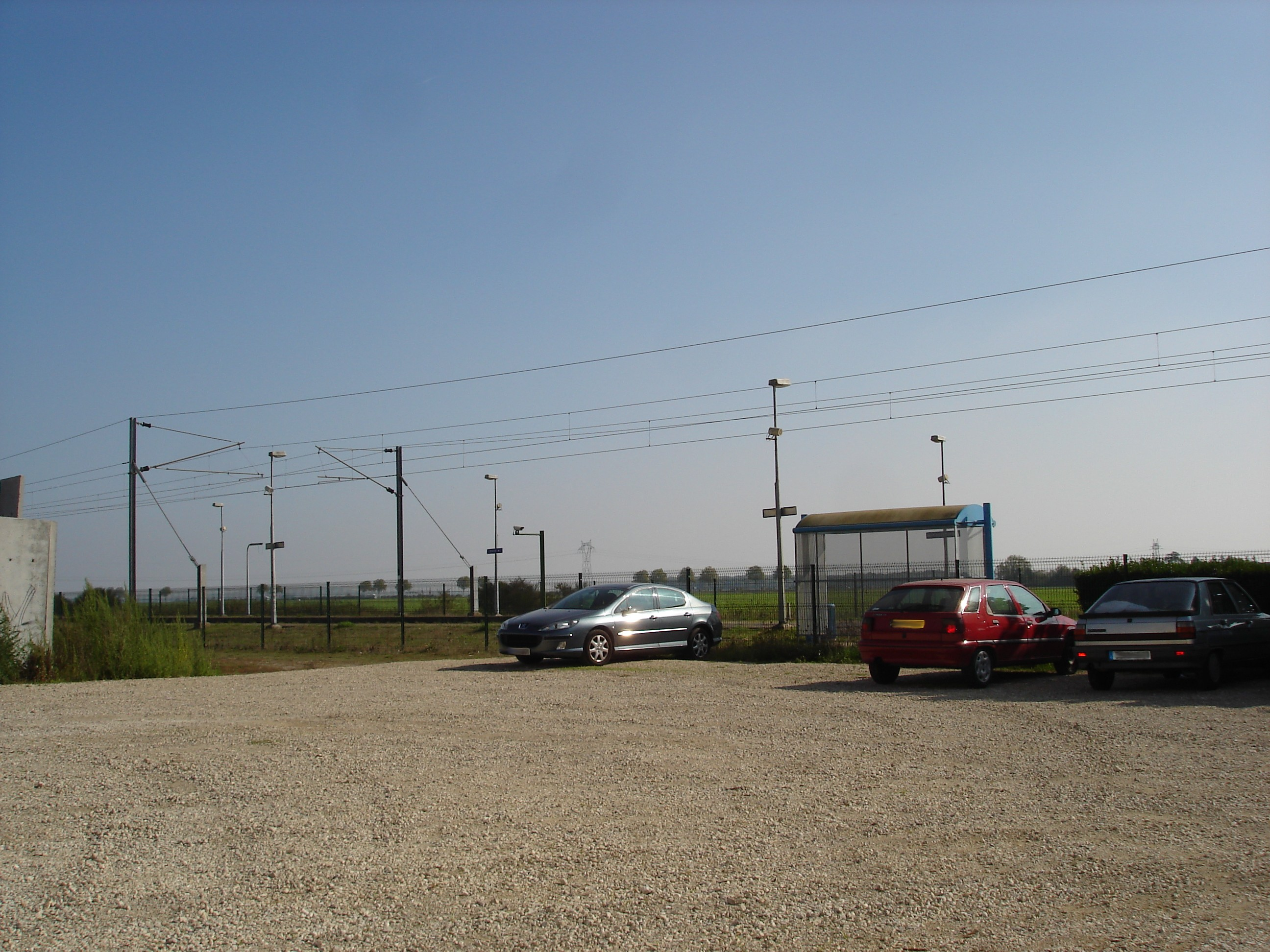
La gare vue depuis le parking.
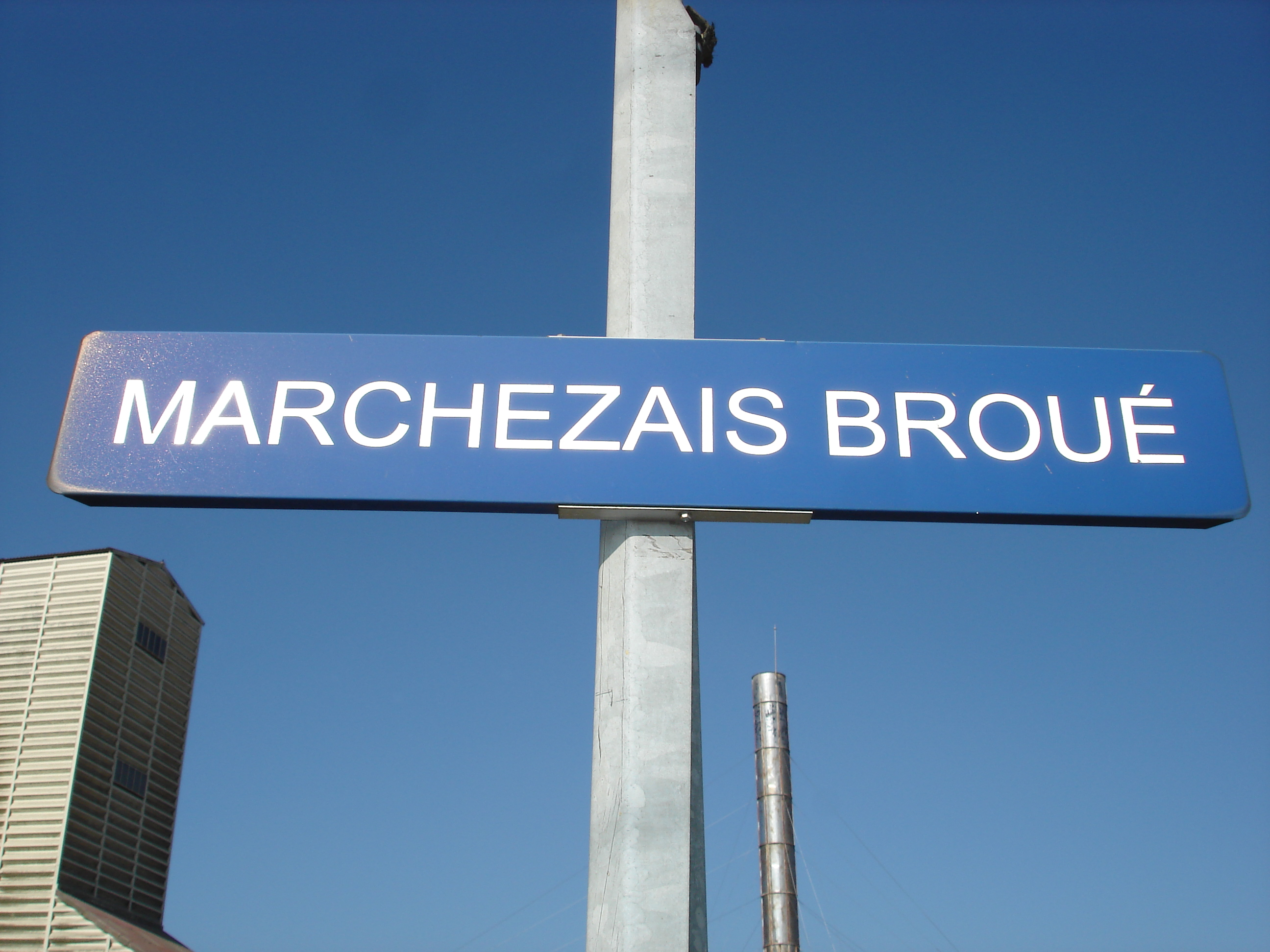
Panneau indiquant le nom de la gare.